# Mr. Wonderful
Mr. Wonderful is een Amerikaanse romantische komedie uit 1993 onder regie van Anthony Minghella. De hoofdrollen worden vertolkt door  Matt Dillon, Annabella Sciorra, Mary-Louise Parker, William Hurt en Vincent D'Onofrio.

## Verhaal
In een poging om de alimentatiebetalingen te beëindigen, probeert een man uit de arbeidersklasse zijn ex-vrouw te koppelen aan potentiële echtgenoten.

## Rolverdeling
| Acteur             | Personage       |
| ------------------ | --------------- |
| Matt Dillon        | Gus DeMarco     |
| Annabella Sciorra  | Leonora DeMarco |
| Mary-Louise Parker | Rita Calley     |
| William Hurt       | Tom Gough       |
| Vincent D'Onofrio  | Dominic         |

## Release en ontvangst
Mr. Wonderful ging op 15 oktober 1993 in première. De film kreeg gemengde kritieken van de filmcritici, met een score van 55% op Rotten Tomatoes, gebaseerd op 20 beoordelingen.